# Flor cortada

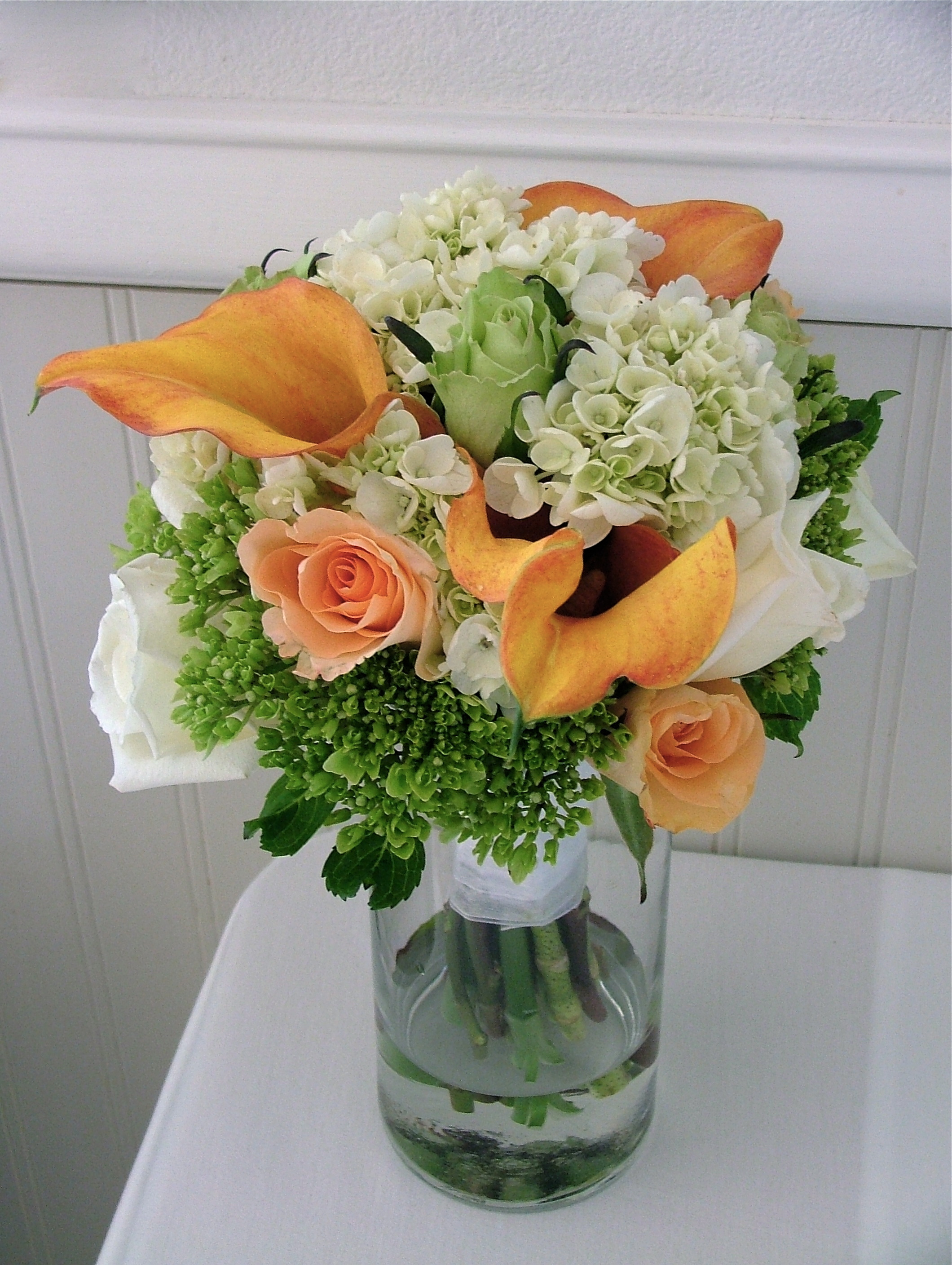
Ramo de rosas, hortensias y calas.

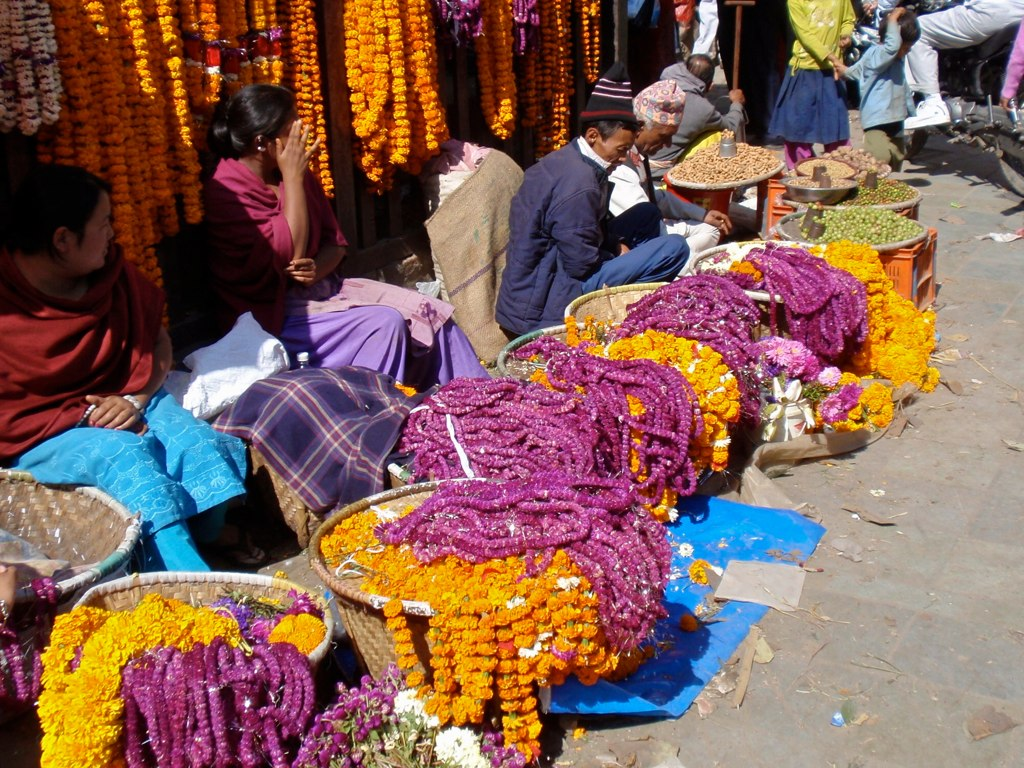
Festival de Dewali, en Katmandú, Nepal.

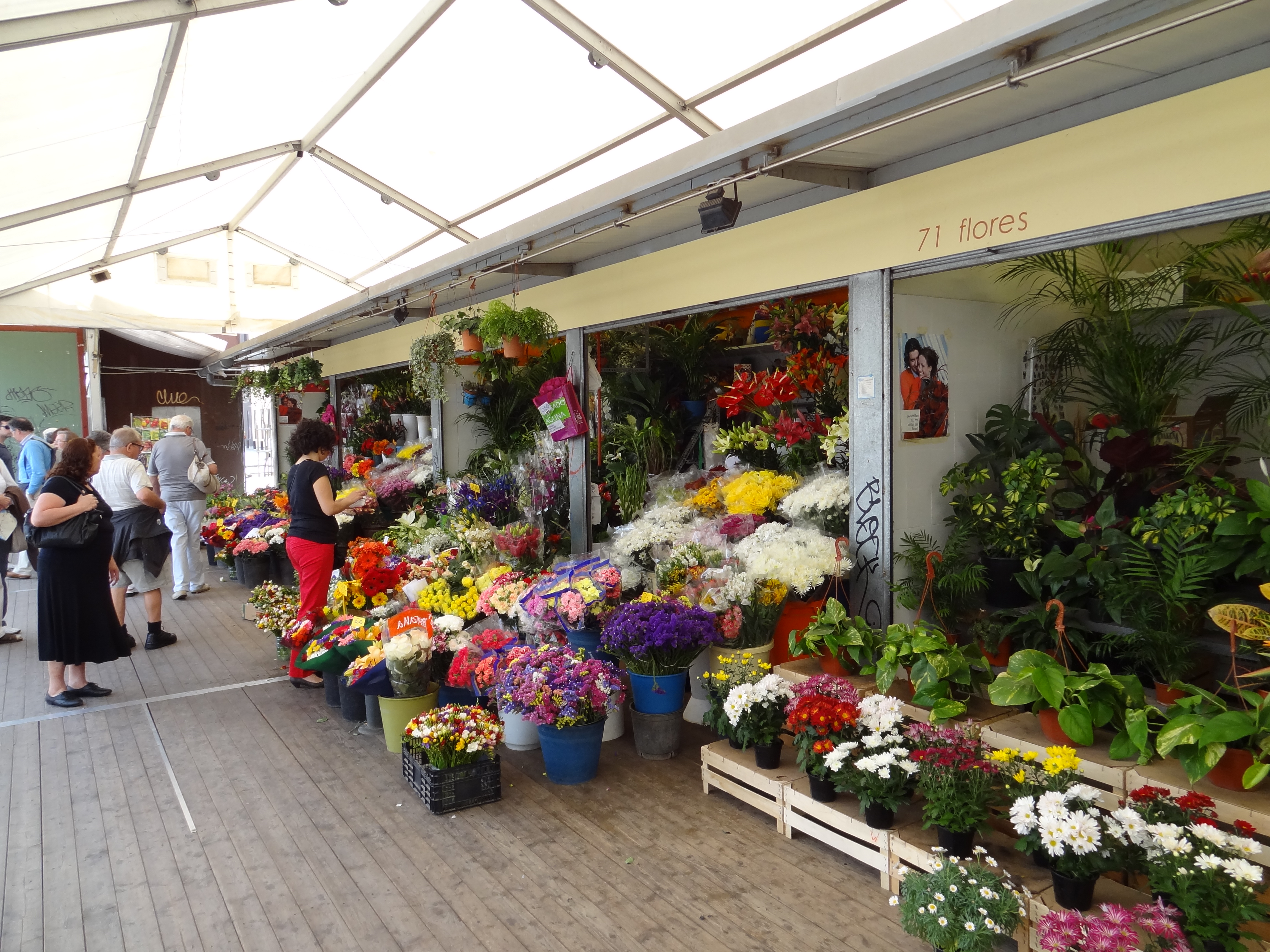
Puesto de flores en Tenerife.

Flor cortada se denomina a las flores o capullos florales (a menudo con algo de tallo y hojas) que se utilizan, en solitario o en ramos, para la decoración de interiores. Se pueden utilizar en recipientes decorativos como jarrones, arreglos florales como coronas, guirnaldas o ikebanas. 
 Muchos jardineros recogen las flores de sus propios jardines, sin embargo en la mayoría de los países existe un comercio de flor cortada a nivel industrial. Las especies de plantas cosechadas varían, en relación con el clima, la cultura y el nivel económico local. A menudo se cultivan, tanto al aire libre como en invernadero para fines específicos, aunque también se pueden cosechar especies silvestres. 
Las prácticas de cultivo de la flor cortada se incluyen en la rama de la horticultura llamada floricultura.

## Usos

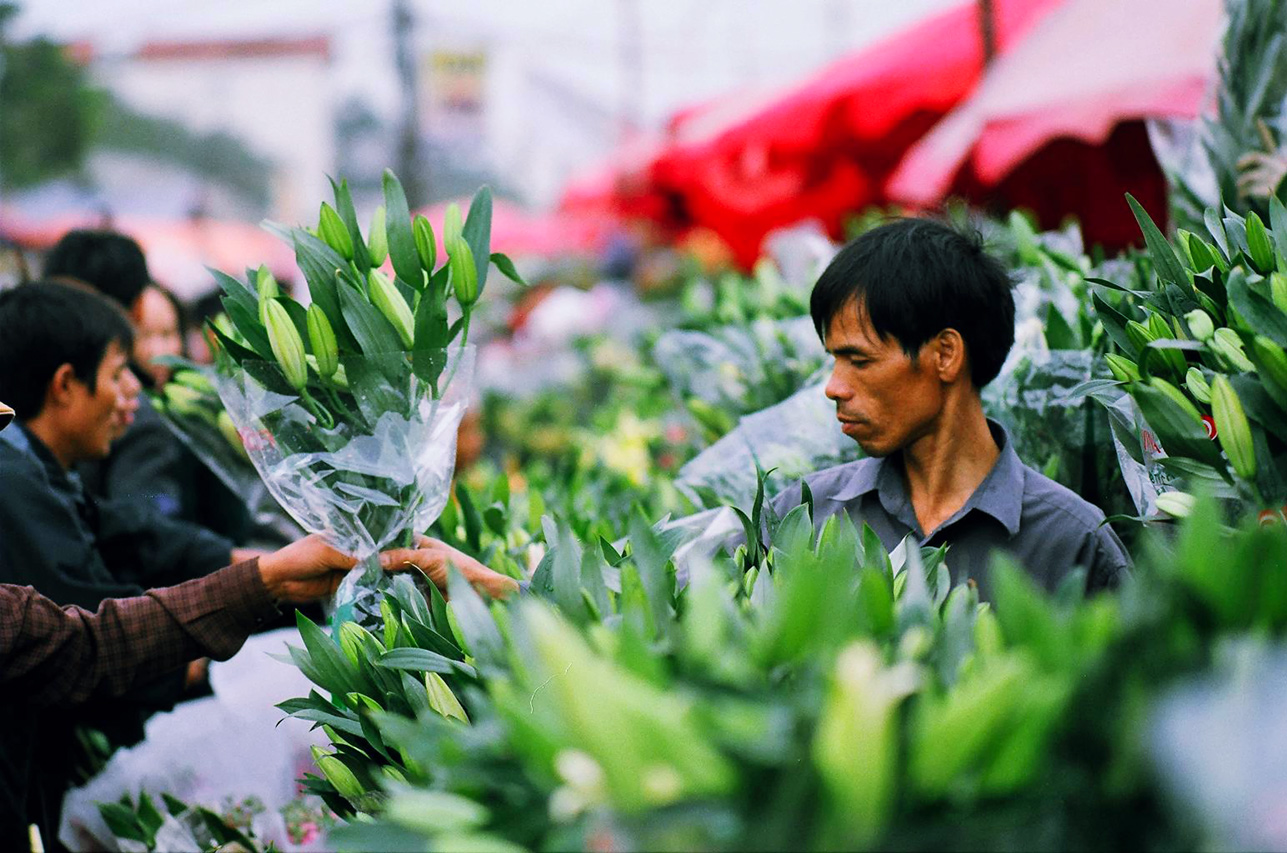
Venta de flores frescas en el Mercado de flores Tet, Vietnam.

El uso más común de las flores cortadas es la floristería, normalmente para decoración interior. Generalmente se colocan en jarrones o recipientes similares en el hogar, en edificios públicos o como ornamento en acontecimientos como bodas o funerales. En algunas culturas su uso principal es para el culto religioso; como ocurre en el sur y sudeste de Asia.
En ocasiones las flores se recogen sin tallo ni hojas, para utilizarlas prendidas en el pelo, en el ojal de la solapa, en acontecimientos donde se esparcen como si fueran confetti o en fiestas tradicionales para formar alfombras florales.

## Longevidad de las flores cortadas
Este tipo de flores tiene una vida limitada. La mayor parte pueden durar varios días con cuidados adecuados; lo que generalmente significa ponerlas en agua y mantenerlas a la sombra. 
En la mayoría de los países se cultivan localmente; debido a su corta duración se tienen que comercializar inmediatamente después de cosechadas. En la India, donde mucho del producto se utiliza para confeccionar guirnaldas para los templos, se recolectan antes del amanecer y se descartan al final del día.

## Comercio
Los mayores productores son, en orden de áreas cultivadas, China, e India. Según el valor de producción los Países Bajos, Italia, Japón y Estados Unidos.
En España, el cultivo de flor cortada, centrado principalmente en rosas y claveles, representa el 60% de la producción total.